# 朴釘
朴釘（：／ Park Jeong，1962年11月19日—），大韓民國自由派政治人物，第20到21屆國會議員。